# Samuel Vince

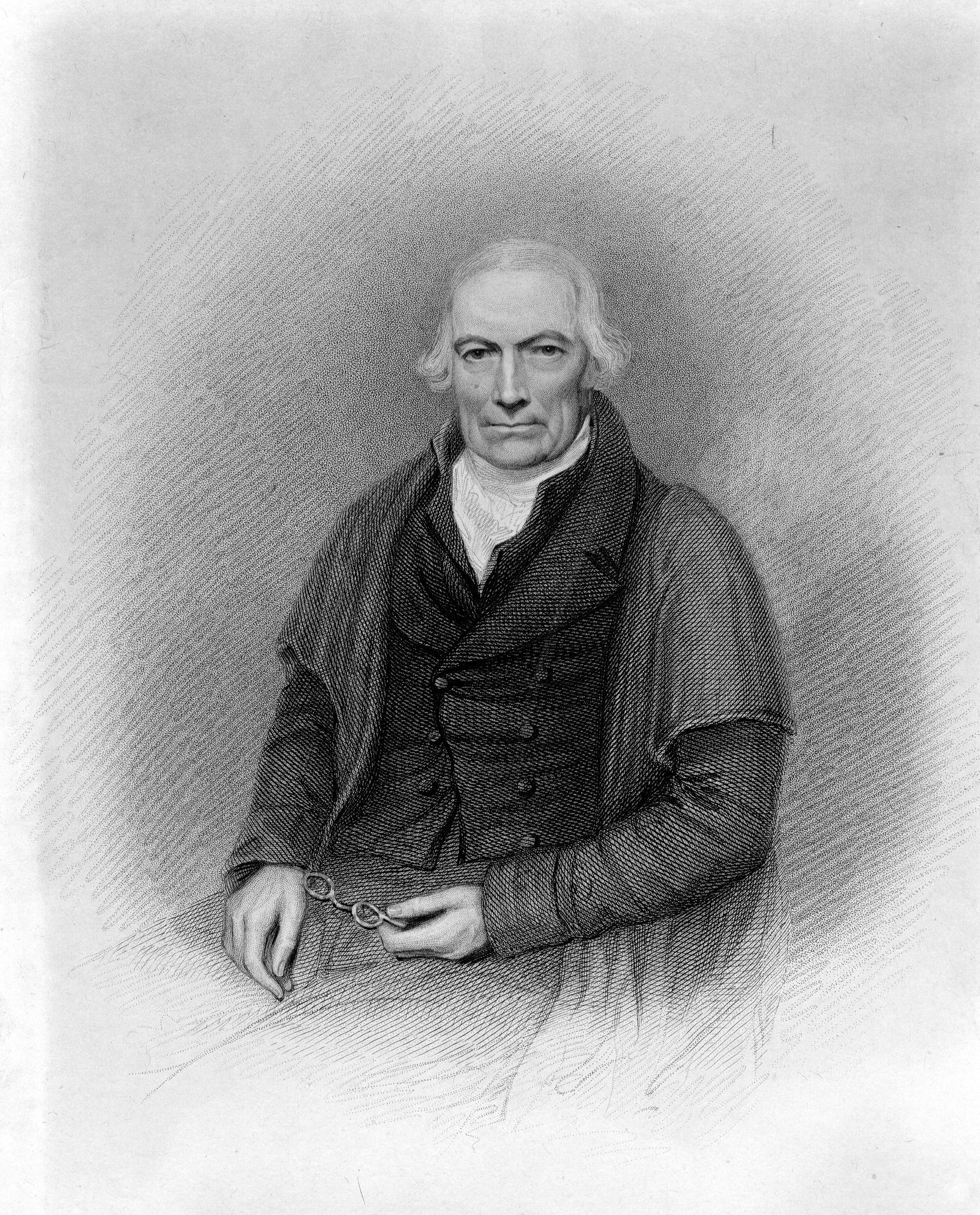
Samuel Vince (1821)

Samuel Vince (1749 - 1821) was een Engels wiskundige en astronoom aan de Universiteit van Cambridge.
Als wiskundige schreef Vince over verschillende thema's zoals logaritmes en imaginaire getallen. Zijn werk Observations on the Theory of the Motion and Resistance of Fluids and Experiments upon the Resistance of Bodies Moving in Fluids (1793-1799) werd later van belang voor de luchtvaartgeschiedenis.

## Erkenning
Vince werd in 1780 bekroond met de Copley Medal. Hij was Plumian hoogleraar astronomie en experimentele filosofie in Cambridge van 1796 tot aan zijn dood. Hij was ook auteur van Treatise on Practical Astronomy (1790) en het driedelige boekwerk A Complete System of Astronomy (1797-1808).

## Geestelijke
Vince was ook een geestelijke. In die hoedanigheid publiceerde hij het pamflet The Credibility of Christianity Vindicated, In Answer to Mr. Hume’s Objections; In Two Discourses Preached Before the University of Cambridge by the Rev. S. Vince.
- Biblioteca Nacional de España: XX1765428
- Bibliothèque nationale de France: cb14065323n (data)
- Catàleg d'autoritats de noms i títols de Catalunya: 981061084773006706
- CiNii: DA15770216
- Gemeinsame Normdatei: 117702838
- International Standard Name Identifier: 0000 0000 8101 5255
- Library of Congress Control Number: n80030640
- Nationale bibliotheek van Australië: 36575003
- Nationale Bibliotheek van Israël: 987010981945805171
- Nederlandse Thesaurus van Auteursnamen: 339711515
- Réseau des bibliothèques de Suisse occidentale: 02-A003943846
- Istituto Centrale per il Catalogo Unico: NAPV188756
- Système universitaire de documentation: 200080199
- Virtual International Authority File: 5715249
- WorldCat: E39PBJjmMWjkMTFMHbPCbVkMT3